# The Underachievers
The Underachievers ist ein Hip-Hop-Duo, das im Jahr 2011 in dem Brooklyner Viertel Flatbush gegründet wurde. Die Gruppe besteht aus den Rappern AK und Issa Gold (auch bekannt als Issa Dash). Sie stehen bei dem Los Angeler Independent-Label Brainfeeder des US-amerikanischen Musikproduzenten Flying Lotus und bei RPM MSC unter Vertrag.

## Karriere
The Underachievers besteht aus den beiden Eastcoast-Rappern Issa Gold und AK, die sich über einen gemeinsamen Freund bei einer psychedelischen Drogenparty im Alter von 16 Jahren kennenlernten. Der US-amerikanische Produzent und Rapper Flying Lotus nahm sie 2012 in sein Label Brainfeeder auf. Daraufhin veröffentlichten sie 2013 ihre ersten beiden Mixtapes Indigoism und Lords of Flatbush.
Ihr erstes Studioalbum Cellar Door: Terminus Ut Exordium veröffentlichten sie am 12. August 2014. Kurz darauf gaben sie auf Instagram mit Hilfe eines Flyers eine Zusammenarbeit mit der befreundeten Hip-Hop-Gruppe Flatbush Zombies bekannt, die sich vor allem auf Live-Performance in Form einer Tour beschränken wird.
Der Name Underachievers entstand in Anlehnung an AKs Schullaufbahn, zu deren Zeiten er ständig unter Drogenbeeinflussung stand und ihn die Lehrer ermahnten, dass er trotz seiner Talente nie etwas erreichen könne.

## Drogenkonflikte
In ihrer Jugend traf man sich in ihren Kreisen häufig zu sogenannten Drogenpartys, auf denen unter anderem vorwiegend psychedelische Rauschmittel, wie beispielsweise LSD, konsumiert wurden. Davon seien sie aber weggekommen und fast gänzlich auf Marijuana umgestiegen.
Vor einem Auftritt ihrer Tour wurden sie beim Aufbruch von ihrem Hotel in St. Louis nach Kansas von der Polizei aufgehalten und ihr gesamter Tour-Van auf Drogen durchsucht. Es konnten eine Packung mit Cannabis und eine weitere mit Acid sichergestellt werden. Nach der Beschlagnahmung behauptete Issa, es sei kein Berauschungsmittel in der Acid-Tüte enthalten und aß vor den Augen der Beamten die ganze Packung auf. „Ich wollte die Cops nicht mit den Drogen abhauen lassen, also habe ich sie mir komplett eingefahren! [...] wir hatten eine verdammt geile Show in Kansas!“, sagte dieser in einem Interview mit der Musikzeitschrift Juice.

## Diskografie
Studioalben
- 2014: Cellar Door: Terminus Ut Exordium
- 2015: Evermore – The Art of Duality
- 2017: Renaissance
- 2018: After the Rain
- 2025: Homecoming

EPs
- 2014: Butterfly Effect (mit Flatbush Zombies als Clockwork Indigo)

Mixtapes
- 2013: Indigoism
- 2013: Lords of Flatbush
- 2014: Conversations With A Butterfly (Issa Gold)
- 2014: Blessings In The Gray (AK)
- 2016: It Happened In Flatbush
- 2017: Blessings In The Gray 2 (AK)
- 2019: Lords of Flatbush 3

Singles
- 2011: The Revolution - UA
- 2013: 6th Sense
- 2013: Philanthropist
- 2013: May’s Patience
- 2013: Rise Of The UA (Issa Gold)
- 2013: The Proclamation
- 2013: Leaving Scraps
- 2013: Fake Fans
- 2013: Melody Of The Free
- 2014: Incandescent
- 2014: Chrysalis
- 2014: Felicity
- 2014: 3hree Kings (ft. Freeway)
- 2015: June 13th (AK)
- 2015: Take Your Place
- 2015: Allusions
- 2015: Generation Z

Als Gastmusiker
- 2013: No Religion (Flatbush Zombies)
- 2013: New Leaders (Talib Kweli)
- 2013: Godly Indigos (Dopethought)
- 2013: My Jeep (Joey Badass ft. Meechy Darko, Issa Gold und Chuck Strangers)
- 2014: Butterfly Effect (mit Flatbush Zombies als Clockwork Indigo)
- 2015: Did U Ever Think (Flatbush Zombies ft. Joey Badass und Issa Gold)